# Вергопуло, Иван Эммануилович
Иван Эммануилович Вергопуло (ум. после 1915) — русский чиновник, действительный тайный советник.

## Биография
Сын вице-адмирала Эммануила Ивановича Вергопуло.
Окончил Институт Корпуса инженеров путей сообщения. В службе офицером с 5 июня 1854. 9 марта 1869 зачислен в штат министерства внутренних дел.
Действительный статский советник (1.01.1879), член совета министра внутренних дел (13.07.1889—1907). Тайный советник (1.01.1890). Член Совета по железнодорожным делам от МВД при министерстве путей сообщения. Действительный тайный советник (1915).
Владел имением Эскиель в Таврической губернии.

## Награды
- Орден Святого Станислава 2-й ст. с имп. короной
- Орден Святого Станислава 1-й ст. (1883)
- Орден Святой Анны 1-й ст. (1887)
- Орден Святого Владимира 2-й ст. (1893)
- Орден Белого орла (1898)
- Орден Святого Александра Невского (15.06.1904)

Медали:
- Медаль «В память войны 1853—1856» (1856)
- Медаль «В память царствования Императора Николая I» (1896)
- Медаль «В память царствования императора Александра III» (1896)
- Знак за L лет беспорочной службы
- Медаль «В память 300-летия царствования дома Романовых» (1913)
- Знак в память 50-летия земских учреждений (1914)

## Семья
Жена: Анна Петровна Сукоткина
Дети:
- Александр (16.07.1862 — после 31.01.1918), камергер
- Екатерина
- Анна